# Kim – Geheimdienst in Indien
Kim – Geheimdienst in Indien (Originaltitel: Rudyard Kipling’s Kim) ist ein US-amerikanischer Abenteuerfilm mit Errol Flynn aus dem Jahr 1950. Als literarische Vorlage diente Rudyard Kiplings Roman Kim aus dem Jahr 1901.

## Handlung
Indien um 1885: Der englische Waisenjunge Kim lebt auf der Straße und muss als Einheimischer verkleidet betteln, um zu überleben. Eines Tages tritt er in den Dienst des Pferdehändlers Mahbub Ali, der für den britischen Geheimdienst spioniert. Dieser soll Näheres über eine bevorstehende Rebellion gegen die von den Briten gelenkte indische Regierung herausfinden. Angeblich haben auch die Russen ihre Hände mit im Spiel. Kim soll nun als Botenjunge geheime Nachrichten für Mahbub Ali überbringen. Dabei begegnet er auch einem buddhistischen Gelehrten, einem sogenannten Lama, der aus Tibet nach Indien gekommen ist, um einen Fluss zu finden, von dessen Wasser er sich spirituelle Reinigung erhofft. Kim und der Lama freunden sich an und gehen gemeinsam auf Reisen. Kim kann dabei auch die Gelegenheit nutzen, Oberst Creighton, dem Chef des britischen Geheimdiensts, ein wichtiges Dokument zu überreichen. Aus dem Papier geht hervor, an welchen Stellen die Rebellen die Briten angreifen wollen.
Als sich herausstellt, dass Kims Vater ein weißer Soldat namens Kimball O’Hara war, befindet der Lama, dass Kim fortan mit seinesgleichen in eine Schule gehen solle. Kim besucht schließlich die britische Militärschule St. Xavier, wo eiserne Disziplin an der Tagesordnung steht. Eines Tages schleicht er sich davon, um Mahbub Ali aufzusuchen. Unterwegs erfährt er, dass Mahbub Alis Vertrauter Abul zusammen mit einem Rebellen ein Attentat auf Mahbub Ali plant. Kim kann seinen Freund jedoch noch rechtzeitig warnen und ihm so das Leben retten. Während der Sommerferien wird Kim daraufhin zum Agenten ausgebildet. Als solcher soll er zwischen Oberst Creighton und dem Agenten Hurree Chunder Botschaften übermitteln. Chunder hat inzwischen entdeckt, dass sich zwei Russen als Geologen ausgeben und heimlich militärstrategische Daten über einen Bergpass sammeln. Als Kim am vereinbarten Treffpunkt Chunder die Antwort von Creighton übergeben will, findet er Chunder ermordet vor.
Kim versucht nun, sich von den Russen als Diener einstellen zu lassen, während er den Lama als seinen senilen Begleiter ausgibt. Ihre Tarnung fliegt jedoch auf. Der Lama wird niedergeschlagen und mittels Hypnose will man aus Kim wertvolle Informationen herausbekommen. Mahbub Ali, der nach Bekanntwerden von Chunders Tod losgeschickt wurde, schleicht sich unterdessen in das Lager der Russen. Mit Kims Unterstützung gelingt es ihm, sowohl die Russen als auch die herannahenden Rebellen außer Gefecht zu setzen. Später, als der Lama wieder bei Bewusstsein ist, gibt er Kim den Rat, einen gewaltfreien Lebenspfad einzuschlagen. Als er glaubt, seinen heiligen Fluss endlich gefunden zu haben, bricht er zusammen und stirbt.

## Hintergrund

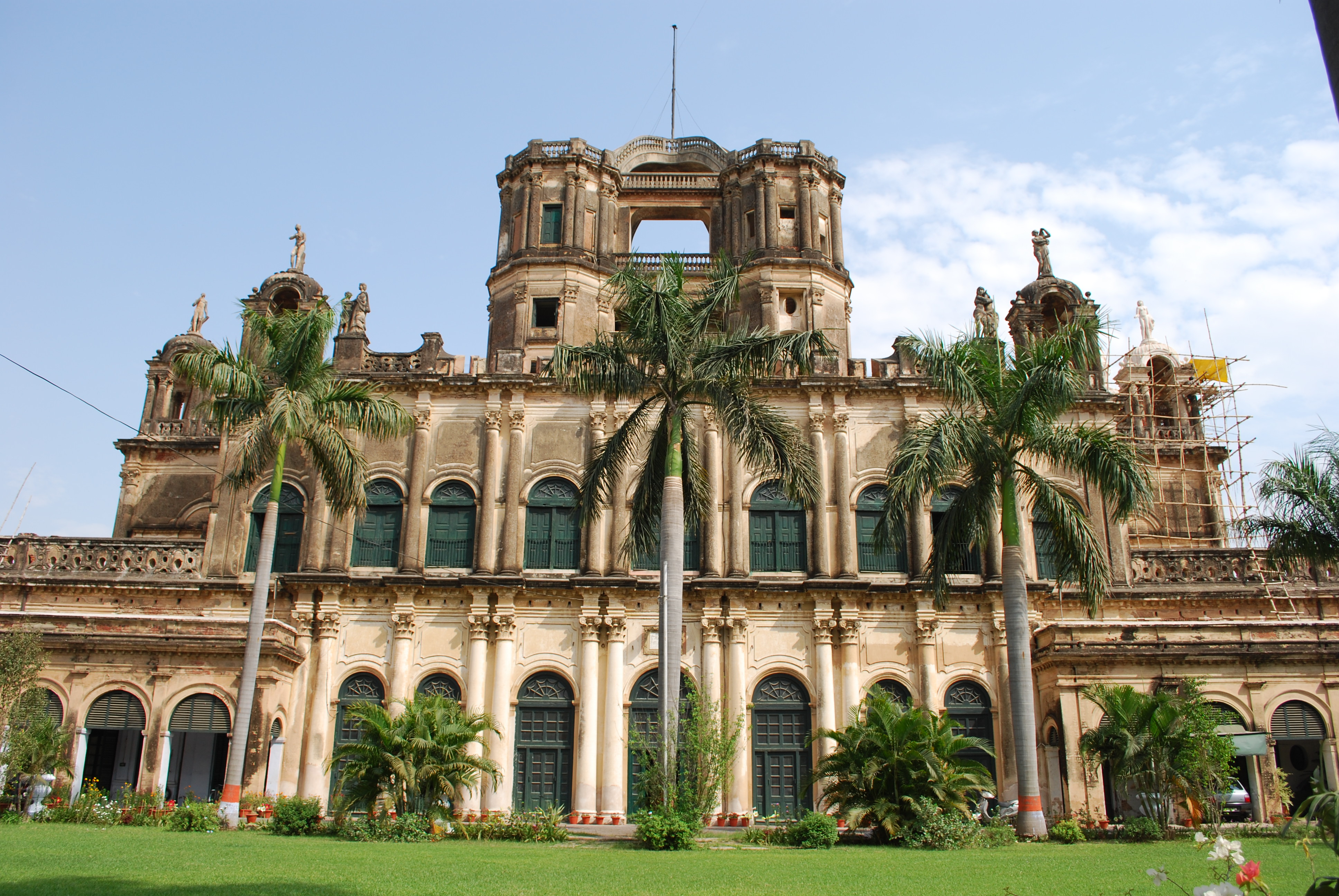
Die Schule La Martiniere in Lakhnau, ein Schauplatz des Films

MGM wollte Rudyard Kiplings Roman Kim bereits 1938 mit Robert Taylor und dem Kinderstar Freddie Bartholomew verfilmen. Es konnte jedoch kein geeignetes Drehbuch bewerkstelligt werden, weshalb die Produktion seinerzeit wieder eingestellt wurde. Anfang der 1940er Jahre sollte Mickey Rooney den Waisenjungen Kim spielen, doch erneut verhinderten Probleme mit dem Skript die Realisierung des Projekts. Erst 1949 kam die Produktion wieder ins Rollen. Gedreht wurde daraufhin sowohl in den kalifornischen Alabama Hills und in der Sierra Nevada, die als Himalaya-Kulisse diente, als auch in den indischen Städten Bundi, Jaipur, Lakhnau und Rotes Fort. Musikalisches Leitmotiv, besonders in Szenen mit Darstellungen der britisch-indischen Armee, ist der Marsch D’Ye Ken John Peel.
Die Uraufführung von Kim – Geheimdienst in Indien fand am 7. Dezember 1950 in New York statt. In Deutschland kam der Abenteuerfilm am 14. Januar 1952 in die Kinos. Die deutsche Fernsehpremiere erfolgte am 24. Dezember 1975 im ZDF.

## Kritiken
Für das Lexikon des internationalen Films war Kim – Geheimdienst in Indien eine „[a]bwechslungsreiche Verfilmung des Romans von Rudyard Kipling mit sorgfältig dosierter Spannung“. Prisma beschreibt den Film von Victor Saville als ein „für die Fünfzigerjahre typische[s] Genrewerk, das auch für Kinder geeignet ist“. Cinema nannte den Film einen „Kinderklassiker, aufregend und exotisch-farbenfroh“.

## Deutsche Fassung
Die deutsche Synchronfassung entstand 1951 im MGM-Synchronisations-Atelier in Berlin.
| Rolle                 | Darsteller       | Synchronsprecher             |
| --------------------- | ---------------- | ---------------------------- |
| Mahbub Ali            | Errol Flynn      | Wolfgang Lukschy             |
| Kim                   | Dean Stockwell   | Wilfried Schaelicke          |
| Lama                  | Paul Lukas       | Walter Werner                |
| Oberst Creighton      | Robert Douglas   | Axel Monjé                   |
| Hurree Chunder        | Cecil Kellaway   | Clemens Hasse                |
| Lurgan Sahib          | Arnold Moss      | Alfred Balthoff              |
| Hassan Bey / Erzähler | Richard Hale     | Hans Emons / Arthur Schröder |
| Russe                 | Roman Toporow    | Clemens Hasse                |
| Russe                 | Ivan Triesault   | Erich Poremski               |
| Thorpe                | Hamilton Camp    | Ernst Jacobi                 |
| Verschwörer           | Henry Corden     | Walter Altenkirch            |
| Dr. Bronson           | Walter Kingsford | Erich Dunskus                |
| Schreiber             | Francis McDonald | Walter Bluhm                 |
| Frau mit Baby         | Movita           | Tilly Lauenstein             |
| Abul                  | Frank Richards   | Franz Nicklisch              |